# 6402 Holstein
För andra betydelser, se Holstein (olika betydelser).
6402 Holstein eller 1991 GQ10 är en asteroid i huvudbältet som upptäcktes den 9 april 1991 av den tyske astronomen Freimut Börngen vid Tautenburg-observatoriet. Den är uppkallad efter Holstein i norra Tyskland.
Asteroiden har en diameter på ungefär 8 kilometer.